# Rimrunner
Rimrunner è un videogioco di tipo sparatutto fantascientifico, pubblicato nel 1988 per Commodore 64 da Palace Software. Erano previste anche versioni per Amstrad CPC, ZX Spectrum e Atari ST, ma non si ha evidenza dell'effettiva pubblicazione. Caratterizzato dal controllo di un alieno che utilizza una specie di lucertolona bipede come cavalcatura, venne molto apprezzato dalla critica dal punto di vista grafico e sonoro (musiche di Richard Joseph), ma a volte criticato per la poca giocabilità e monotonia.

## Modalità di gioco
Il giocatore controlla un alieno insettoide che con la sua cavalcatura, detta runner (corridore), pattuglia i perimetri (rim = bordo) delle colonie spaziali per ricaricare i generatori degli scudi di forza che proteggono il suo popolo dagli ostili aracnoidi.
L'ambiente di gioco ricorda in parte quello di Defender: la visuale è di profilo, con scorrimento orizzontale libero nei due sensi e ciclico, ovvero proseguendo a lungo in una direzione si torna al punto di partenza. Gli sfondi mostrano pianeti alieni e città futuristiche con effetto parallasse, mentre una minimappa mostra tutto il perimetro con le posizioni dei generatori, in particolare di quelli che necessitano di ricarica.
L'insettoide può cavalcare verso destra o sinistra e sparare in avanti, verso l'alto o in diagonale. Può anche scendere dal runner e muoversi e sparare a piedi; in particolare è necessario scendere per ricaricare i generatori, ma si può anche essere sbalzati di sella da un colpo nemico.
Scopo del gioco è riattivare tutti i generatori, man mano che lo richiedono, entro un periodo di tempo complessivo, mentre ci si difende dagli attacchi di vari tipi di sonde aracnoidi volanti e da meteoriti. Se si riesce si passa al livello successivo ovvero a una nuova colonia (ce ne sono tre in tutto), altrimenti si può ritentare lo stesso livello. Si è sconfitti definitivamente se l'insettoide termina la propria energia o termina i runner. Anche il runner infatti è dotato di una propria energia e può morire, ma su ogni pianeta sono disponibili quattro runner di rimpiazzo.